# Parque Nacional do Jamanxim
O Parque Nacional do Jamanxim é um parque nacional brasileiro localizado no Pará. Protege áreas de floresta em região com alta pressão de desmatamento, sofrendo com situação fundiária não regularizada, grilagem, desmatamento e garimpo.
Existem muitas discussões e controvérsia a cerca da criação da floresta nacional em 2006, que foi feita sem estudos prévios e passou a abranger áreas de ocupação da pecuária que estavam instaladas nessa região, por incentivo do governo militar com sua política de "integrar para não entregar", desde a década de 1960, criando conflito de interesses entre posseiros, grileiros e a União.  

## Histórico e criação
O Parque Nacional do Jamanxim foi oficialmente criado em 13 de fevereiro de 2006 por decreto presidencial, sob o amparo da Lei nº 9.985/2000 (SNUC), com o objetivo de preservar ecossistemas de relevância ecológica, promover pesquisa científica e fomentar o turismo ecológico na região do Pará. A criação se deu no contexto do Plano de Desenvolvimento Sustentável da microrregião da BR‑163, implementado pelo governo federal entre 2004 e 2005. Esse plano visava ordenar ocupações e estabelecer unidades de conservação ao longo da rodovia BR‑163 (Cuiabá–Santarém), que desde a década de 1970 impulsionou a abertura de fronteiras agrícolas e a ocupação espontânea na Amazônia.
Pouco depois da sua criação, surgiram mobilizações políticas locais. Em 2006, deputados federais do Pará apresentaram proposições para anular os decretos que criaram a Flona e o Parque Nacional do Jamanxim, alegando que houve transferência unilateral de terras sem participação dos estados e municípios. Em 2009, senadores e associações representando familiares na área já discutiam a validade da criação da unidade, reivindicando regularização e compensações
Esses conflitos culminaram em medidas provisórias em dezembro de 2016 (MPs 756 e 758), que redefiniram os limites da Flona do Jamanxim e criaram a APA do Jamanxim, promovendo redistribuição territorial entre FLONA, Parque Nacional e APA, como estratégia para viabilizar a conservação, a regularização fundiária e acomodar a demanda por assentamentos e empreendimentos como a Ferrovia Ferrogrão.

## Localização
O parque está localizado majoritariamente na Depressão Jamanxim-Xingu, com terreno relativamente plano, variando de 100 a 200 metros de altitude. O planalto do sul do Pará se eleva entre 200 e 300 metros. Duas pequenas áreas do Planalto do Tapajós, a oeste, apresentam colinas que variam de 100 a 400 metros de altitude. O parque abrange as sub-bacias dos rios Jamanxim, Tocantins e Aruri, todas dentro da bacia do Tapajós. Também contém pequenas porções das bacias dos rios Ratão e Iriri. A precipitação média anual é de 2.228 milímetros. As temperaturas variam entre 24 e 33 °C, com média de 28 °C.
A vegetação inclui floresta ombrófila aberta com cipós e palmeiras, floresta densa submontana com dossel emergente e floresta densa aluvial com dossel uniforme. As árvores incluem espécies de alto valor madeireiro, sujeitas a intensa pressão de exploração e importantes para a conservação da biodiversidade amazônica. Entre elas estão Hymenaea courbaril, Cedrela odorata, Manilkara huberi, Dipteryx odorata, Dinizia excelsa, Handroanthus impetiginosus, Minquartia guianensis e Copaifera reticulata. Espécies com valor não madeireiro incluem Aspidosperma carapanauba, Carapa guianensis e a castanha-do-brasil (Bertholletia excelsa).

## Conservação
O Parque Nacional do Jamanxim abriga uma rica comunidade de primatas, com registros confirmados de pelo menos oito espécies. Os levantamentos conduzidos entre 2008 e 2012 pelos projetos PIME, PUCA e Avaliação Ecológica Rápida registraram: Mico leucippe, Sapajus apella, Aotus infulatus, Plecturocebus moloch, Chiropotes albinasus, Alouatta discolor e Ateles marginatus. A presença de Saimiri ustus foi confirmada por entrevistas com moradores locais, embora não tenha sido observada diretamente. Além disso, há indícios da possível ocorrência de Plecturocebus vieirai e Mico emiliae em áreas do sudeste do parque, o que reforça a necessidade de novos inventários. O PARNA do Jamanxim atua como corredor ecológico entre as unidades da região do Tapajós e da Terra do Meio, sendo estratégico para a conservação dos primatas amazônicos. 

## Ameaças
O Parque Nacional do Jamanxim enfrenta uma série de ameaças ambientais, mesmo após sua criação em 2006. A pavimentação da BR-163, que corta a unidade de norte a sul, trouxe impactos diretos e indiretos à fauna local, incluindo atropelamentos de espécies como o Ateles marginatus, além de fragmentação de habitats e aumento da pressão por caça e desmatamento. A ausência de medidas mitigatórias, como passagens de fauna e sinalização, agrava esses efeitos. Outra preocupação é a proposta de construção de quatro hidrelétricas no rio Jamanxim — incluindo a UHE Jamanxim e a UHE Cachoeira dos Patos — que alagariam trechos significativos do parque, afetando diretamente áreas onde espécies como o Alouatta discolor são mais abundantes. A exploração madeireira ilegal, especialmente voltada a espécies de alto valor comercial como o ipê-roxo (Handroanthus impetiginosus) e o mogno (Swietenia macrophylla), compromete a qualidade do habitat para primatas frugívoros e folívoros. Além disso, a instabilidade fundiária e os movimentos de desafetação de parte da unidade favorecem a grilagem, o desmatamento e dificultam a implementação de estratégias de conservação efetivas.